# CytRx
CytRx Corp. (NASDAQ: CYTR) este o companie de cercetare și dezvoltare biofarmaceutică în domeniul oncologiei, cu sediul în Los Angeles, California.
Portofoliul oncologic CytRx include studii clinice referitoare la principalul lor medicament, aldoxorubicina. Aldoxorubicina (anterior cunoscută sub numele de INNO-206) este o formă modificată a doxorubicinăi, un agent chimioterapeutic antraciclinic cunoscut sub numele de "moartea roșie".
Antraciclinele sunt o clasă de medicamente printre cele mai frecvent utilizate în tratamentul cancerului. Doxorubicina, prima antraciclină care a obținut aprobare, a demonstrat eficacitate într-o varietate largă de cancere, inclusiv cancerul de sân, cancerul pulmonar, sarcoamele și limfoamele. Cu toate acestea, doxorubicina este asociată cu efecte secundare precum mielosupresia, tulburările gastrointestinale, mucozita, stomatita, cardiotoxicitatea cumulativă și extravazarea.

## Aldoxorubicin
Aldoxorubicina (anterior cunoscută sub numele de INNO-206) este un conjugat de doxorubicină țintit pe tumori. Mai exact, este hidrazonă (6-Maleimidocaproyl) a doxorubicinei. În esență, acest nume chimic descrie doxorubicina (DOXO) atașată la o legătură sensibilă la acid (EMCH).
Studiile preclinice și clinice finalizate (vezi mai jos) indică faptul că acest agent nou are caracteristici care îmbunătățesc doxorubicina nativă, inclusiv reducerea evenimentelor adverse, îmbunătățirea eficacității și capacitatea de a ajunge mai rapid la tumoare. CytRx a concesionat aldoxorubicina către NantCell începând din 2017.

## Promovare bursieră
În 2014, CytRx a fost implicată într-un plan de promovare bursieră, plătind DreamTeamGroup 65.000 de dolari pentru a scrie cel puțin 13 articole care au apărut pe Seeking Alpha, Forbes.com, Motley Fool și Cheat Sheet. Articolele nu au inclus nicio divulgare a unui conflict de interese și au fost revizuite și editate de conducerea CytRx. Prețul acțiunilor s-a dublat după apariția articolelor. Articolele și paginile de profil ale autorilor (inclusiv pseudonimele) au fost eliminate după o anchetă realizată de CNNMoney. A fost intentat un proces colectiv împotriva CytRx.
Evenimentele care au condus la procesele CytRx au fost dezvăluite de un autor de pe Seeking Alpha numit Richard Pearson, care avea o poziție scurtă pe acțiunile companiei CytRx, iar "atacul scurt" a fost dezvăluit de un alt autor de pe Seeking Alpha, PhD, care a scris despre știința din spatele aldoxorubicinei și a dezvăluit motivele din spatele articolului lui Richard Pearson de a scurta acțiunile companiei. Al doilea articol de pe Seeking Alpha a indicat un motiv financiar pentru articolul negativ și faptul că autorul Richard Pearson a adoptat o poziție scurtă în acțiunile companiei CytRx cu 3 zile înainte de publicarea articolului despre CytRx.